# Đặng Linh Nga
Đặng Linh Nga (sinh ngày 12 tháng 1 năm 1986) là một diễn viên múa, nghệ sĩ ưu tú Việt Nam. Cô được mệnh danh là "Con thiên nga của làng múa Việt Nam".

## Tiểu sử
Đặng Linh Nga sinh ra trong một gia đình có truyền thống nghệ thuật, bố là NSND Đặng Văn Hùng, mẹ là NSND Đoàn Vương Linh và chú là nghệ sĩ Đặng Văn Sơn, thím là vũ công múa balê Olga Zhukova (người Nga). Gia đình cô có 2 người con, em trai là Đặng Hùng Minh (sinh năm 1995)

## Sự nghiệp
Năm 1996, khi 10 tuổi, cô là một trụ cột của nhóm múa Những ngôi sao nhỏ.
Năm 1998, cô bắt đầu sang Trung Quốc học múa.
Năm 2003, cô đoạt giải "Diễn viên ưu tú" trong cuộc thi múa toàn Trung Quốc "Đào Lý Bôi".
Năm 2004, cô tốt nghiệp trung cấp múa, trường múa Quảng Đông.
Năm 2005, cô đoạt "Huy chương vàng" và "Diễn viên xuất sắc" cùng Nhà hát ca múa nhạc dân tộc Bông Sen, trong Hội diễn ca múa nhạc chuyên nghiệp toàn quốc năm 2005, tổ chức tại Thành phố Hồ Chí Minh.
Năm 2007, cô được mời làm giám khảo cuộc thi Hoa hậu thế giới người Việt tại Ukraina
Năm 2008, cô tốt nghiệp Đại học múa Bắc Kinh, chuyên ngành múa dân gian.
Năm 2009, cô gia nhập Đoàn ca múa Bông Sen.
Năm 2015, cô được phong tặng danh hiệu Nghệ sĩ ưu tú.

## Đời tư
Năm 2010, Linh Nga lấy chồng tên Nguyễn Khánh Trọng, con trai thượng tướng Nguyễn Khánh Toàn. Hai vợ chồng có một con gái Nguyễn Khánh Linh Ly. Ngày 30/9/2015, Tòa án Q3, TPHCM xử ly hôn cho 2 người, cho Linh Nga nuôi con gái chung.
Sau đó ông Trọng khởi kiện Linh Nga vì để giành quyền nuôi con. Sau ba lần xử, tòa quyết định đình chỉ vụ án do nguyên đơn đã vắng mặt trong cả ba lần tòa phúc thẩm mở phiên xử.
Một người em con chú của cô là thủ môn Đặng Văn Lâm (tên tiếng Nga là Лев Шонович Данг, chuyển tự Lev Shonovich Dang), hiện đang thi đấu cho Đội tuyển quốc gia Việt Nam và câu lạc bộ bóng đá Topenland Bình Định.